# Robert M. Lindholm
Robert M. Lindholm (né le 14 juin 1935, mort le 16 avril 2018) était un photographe de paysages, un avocat et un passionné de l’environnement extérieur. Il vivait à Kansas City, au Kansas, aux États-Unis.
Lindholm a grandi à Saint-Louis, au Missouri. Il a été diplômé en radio et production de télévision à l’école des arts et des sciences de l’Université du Missouri à Columbia, au Missouri. Après avoir servi dans la marine américaine, il a obtenu un diplôme en droit à l’Université du Missouri en 1964. Il était un alumni distingué. En 1986, le Sierra Club lui a décerné le Prix Ansel-Adams. 
Ses photographies sont apparues dans Outdoor America, Conservationist, Missouri Conservationist, Missouri Life, American Land Forum et Outdoors Unlimited. Une anecdote concernant son exposition « Perspective on the land » (point de vue sur le terrain) a été publiée dans le magazine Shutterbug en 2003. L’exposition présentait la photographie en noir et blanc de Lindholm ainsi que des extraits d’écrits d’un autre résident célèbre de Saint-Louis, Charles Lindbergh. Lindholm a reçu de nombreux honneurs et récompenses, dont le Prix Ansel-Adams en 1986, le prix Jade Chiefs de la Outdoor Writers Association of America et il a été nommé comme alumni distingué de l’Université du Missouri en 1997. 
Il a travaillé comme procureur général adjoint sous John Ashcroft, où il a travaillé pour le ministère des Ressources naturelles et la Commission de l’eau potable. Lindholm a également joué un grand rôle dans la transformation du chemin de fer MKT en la voie de 200 miles (environ 322 km) nommée KATY. Il a pris sa retraite du Bureau du procureur général en 1993 puis s’est tourné vers la photographie. Les photos de Lindholm figurent dans un livre apparu en 2013, qu’il a co-écrit avec W.Raymond Wood, intitulé Karl Bodmer's America Revisited: Landscape Views Across Time. Le livre compare des paysages peints au début du 19esiècle par Bodmer avec les photos de Landholm de ces mêmes endroits. 

## Récompenses
- 1986 : prix Ansel-Adams.
- Outstandig SIG Award en 2007.

## Sources
- (en) Cet article est partiellement ou en totalité issu de l’article de Wikipédia en anglais intitulé « Robert M. Lindholm » (voir la liste des auteurs).